# ジンガサハムシ
ジンガサハムシ（陣笠葉虫、Aspidimorpha indica Boheman）は、ハムシ科に属する昆虫の一種。カメノコハムシ類を代表的する種の一つ。

## 特徴
ジンガサハムシは、ハムシ科に属する昆虫。体の周囲に透明な薄板が広がっており、この形状は和名の由来にもなっている。
体長は約7-8mm程度。この類の通例として、楕円形の体は背中に盛り上がって腹側は扁平、外周は扁平に伸びている。頭部は完全に前胸の下に隠れ、触角だけが出る。また、脚も爪先だけが上から見える程度。外周の伸びた部分は褐色を帯びた透明で、背面全体になめらかなつやがある。前翅の前端と後方斜めに突出した隆起部がある。また、小楯板の後方の前翅が特に隆起する。
前胸と前翅の隆起部分がすべて金色に光っている。ただし、前翅の隆起部が黒褐色になる個体もいる。

## 習性など
さほど動きの早くない昆虫で、食草であるヒルガオの葉の裏に張り付くように止まっているのを見ることが多い。葉の中程から食べ始め、小さなだ円の穴を作るとまた他へ食いつくため、食痕は多数の丸い穴が開いた形となる。
卵は数個ずつ褐色のカプセルに入ったものを葉の裏に貼り付ける。
幼虫は緑色、楕円形で扁平、背面はなめらか、体の縁に節毎にはっきりした棘状の突起が並ぶ。頭部も脚も背中からは見えない。尾端に脱皮殻などをくっつけ、これを背中を覆うようにする。
蛹も食草の葉裏にくっついている。背面に脱皮殻を背負うのも同じであるが、前胸だけが成体と同じ扁平な縁を持っている。

## 生息環境
食草はヒルガオ。ヒルガオは雑草であり、人里の道ばたや草地などを生育環境とするから、この昆虫もそのようなところに生息している。珍しいものではないが、目にはつかない。探す場合は上記のような食痕を目当てに葉をめくると見つけやすい。

## 分布
日本では北海道から九州まで分布する。国外ではシベリア、中国からベトナム、インドに渡る広い分布域を持つ。

## 近縁種等
似た種は少なくない。特に似ているのは同属のスキバジンガサハムシ A. transparipennis (Moschulsky) で、やはりヒルガオにつく。全体に本種に似ているが、背面の盛り上がりが一様であることで区別され、またやや小型で細身である。他に、ヒルガオからはクロマダラカメノコハムシ Glyphocassis murraea L. も知られる。

## 利害
ハムシ類には草の葉を食べる害虫が多いが、この種の場合は食草が雑草だから、特に害虫ではないし、役に立つこともない。
普通種であり、人の生活範囲でその数は少なくないが、見かけることは少ない。おそらく葉の裏にじっとしている虫で、目立つことが少ない上、表に出たときにはよく飛ぶので、なかなか眼に触れないのだろう。時折発見されると、「変な虫」あるいは「きれいな虫」として注目されることがある。普通種だが世間に知られていない虫であり、かつ変な虫の代表といえよう。